# Allstars Training Center
Allstars Training Center, eller Allstars Gym är ett gym i Solna med många utövare inom framför allt MMA som har och har haft framgångar i nationella och internationella organisationer.

## Sportsliga framgångar

### MMA

#### Amatör
Utövare i amatörklassen som tävlar för Allstar:
- 2019 års VM-guldvinnare Bianca Antman[4]
- 2019 års VM-guldvinnare Bezan Mahmudi[4]
- VM-guld i tungviktsvinnaren och numer proffsutövaren Irman Smajic

#### Professionell
Inom sportens största organisation, UFC, har gymmet nu och tidigare representerats av flera atleter, däribland:
- Alexander Gustafsson
- Ilir Latifi
- Reza Madadi
- David Teymur
- Daniel Teymur
- Khamzat Chimaev
- Volkan Oezdemier

### Thaiboxning
Även inom Muay Thai representeras gymmet av världselit
- Tvåfaldige världsmästaren Hamza Bougamza[5][6]

## Utmärkelser
- Gym of the year
  - 2013[7]
  - 2017[7]